# Вардар
Вижте пояснителната страница за други значения на Вардар.
Ва̀рдар (на македонска литературна норма: Вардар; на гръцки: Αξιός, Аксиос или Βαρδάρης, Вардарис), в древността известна като Аксий, е най-дългата и значима река в историко-географската област Македония, протичаща през територията на Северна Македония и Гърция. Дължина 388 km (301 km в Северна Македония, 87 km в Гърция). Площ на водосборния басейн 25 400 km², който обхваща около 3/4 от територията на Северна Македония.

## Етимология
Най-разпространената теория за произхода на името на реката е, че то призлиза от Bardários, което е през тракийски език от протоиндоевропейски *(s)wordo-wori- и означава „черна вода“. Това име може да се смята като превод на сходното наименование  Αξιός също с тракийски корени, което означава „неблестящ“, Името Βαρδάριος също се е използвло понякога от елините през III век пр.н.е. Не е известно кога името Аксиос е заменено с Вардар, включително и на гръцки във формата Вардарис. Името се среща и във формата Axíopa „тъмна вода“, преименувано на днешния румънски град Черна вода.

## Географска характеристика

### Извор, течение устие
Река Вардар води началото си на 1663 m н.в., от най-високите части на Ничпурска планина (в южната част на планината Шар), на 3 km западно от високопланинското село Дуф в община Маврово и Ростуше, в северозападната част на Северна Македония. В горното течение има северна и източна посока, в средното – югоизточна, а в долното – южна посока.
На около 10 km след извора си Вардар излиза от Шар планина и навлиза в обширната междупланинска котловина и историко-географска област Полога, където в нея се вливат десният ѝ приток Лакавица (20,5 km, 220 km²) и левите – Маздрача (25 km, 140 km²) и Пена (30 km, 184 km²), а в южната част на котловината на нея е разположен град Гостивар. В северната част на котловината Вардар завива на североизток и изток преминава през тесния пролом Дервент и западно от столицата Скопие навлиза в Скопската котловина. Минава през центъра на Скопие и тук в котловината събира водите на реките Лепенец (ляв приток, 75 km, 168 km²), Треска (десен, 127 km, 2068 km²) и Маркова река (десен, 30 km, 184 km²). След столицата реката завива на югоизток и при село Орешани напуска котловината и навлиза в Таорската клисура, където завършва горното ѝ течение.
В Таорската клисура в нея се вливат реките Кадина (десен приток, 34 km, 184 km²) и Пчиня (ляв, 128 km, 3140 km²). Северно от град Велес Вардар излиза от дефилето и пресича в югоизточно направление малката Велешката котловина, като минава през град Велес. Тук в нея се вливат десните ѝ притоци Тополка (38 km, 313 km²) и Бабуна (65 km, 612 km²). След това през Велешката клисура реката навлиза в историко-географската област Тиквеш, където в нея се вливат двата ѝ най-големи притока Брегалница (ляв приток, 225 km, 4307 km²) и Църна (Черна, десен приток, 207 km, 5890 km²). При село Демир Капия Вардар преминава през тясната (на места до 2 km) и дълга 20 km Демиркапийска клисура (между планините Серта на североизток и Кожух на югозапад), където отдясно в нея (в началото на пролома) се влива река Бошава (52 km, 468 km²). При село Пърдейци Вардар излиза от Демиркапийската клисура и навлиза в северната част на Гевгелийско-Валандовската котловина, където завършва средното ѝ течение.
След като навлезе в Гевгелийско-Валандовската котловина Вардар завива на юг и запазва това направление до устието си. При град Гевгели напуска пределите на Северна Македония и навлиза на територията на Гърция. Малко след това преминава през последния си пролом – Циганска клисура и между градчетата Боймица (Аксиуполи) и Ругуновец (Поликастро) излиза в северната част на Солунското поле. Оттук до устието си коритото на реката е коригирано чрез водозащитни диги и течението ѝ е почти праволинейно. В този участък Вардар получава последните си по-големи притоци (десни): Мега Рема (42 km, 140 km²) и Сириос (38 km). Влива се в залива Термаикос чрез обща делта с реките Колудей и Алякмон, на 17 km югозападно от град Солун.

### Водосборен басейн, притоци
Водосборният басейн на река Вардар е с площ от 25 400 km², като над 90% от него е на територията на Северна Македония и обхваща над 3/4 от нейната територия. На юг водосборният басейн на Вардар граничи с водосборните басейни на река Алякмон и други по-малки реки, вливащи се в безотточната област в Северозападна Гърция, на запад – с водосборните басейни на реките Семани и Дрин (от басейна на Адриатическо море), на север – с водосборния басейн на река Велика Морава (десен приток на Дунав), а на изток – с водосборните басейни на реките Струма и Телакос (от басейна на Егейско море).
Река Вардар получава над 30 притока с дължина над 20 km, като повечето от тях са показани при описанието на течението на река. Най-големите (над 50 km) са:
- леви – Лепенец (75 km, 168 km²), Пчиня (128 km, 3140 km²), Брегалница (225 km, 4307 km²);
- десни – Треска (127 km, 2068 km²), Бабуна (65 km, 612 km²), Църна (Черна, 207 km, 5890 km²), Бошава (52 km, 468 km²).

### Хидроложки показатели
Река Вардар има предимно дъждовно подхранване, с характерно за региона високо есенно-зимно и вторично (по-слабо) пролетно пълноводие. Маловодието е през лятото, от юли до септември. Целият среден пад на реката е 2,1%. Среден годишен отток в устието 174 m³/sec.

## Стопанско значение, селища
В горното и среднота течение водите на реката се използват предимно за промишлено водоснабдяване, а в долното – за напояване.
По цялото си течение долината на Вардар е гъсто заселена, като най-големите селища по течението ѝ са: Гостивар, Скопие, Велес, Неготино и Гевгели в Северна Македония, Боймица (Аксиуполи) и Ругуновец (Поликастро) в Гърция.

## Други
На Вардар е наречен булевард (Карта) и улица в квартал „Надежда II“ (Карта) в София.

## Галерия
- Вардар при Велес в 1922 г.
- Изворите на Вардар във Вруток
- Вардар, гледка от град Гостивар
- Вардар, гледка от град Велес
- Проломът при Велес
- Таорската клисура, непосредствено след вливането на Пчиня във Вардар